# Куявсько-Поморське воєводство
Куя́всько-Помо́рське воєво́дство (пол. Województwo Kujawsko-Pomorskie) — воєводство у складі Польщі.
Воєводство було утворено 1 січня 1999 року внаслідок адміністративної реформи. Об'єднало колишнє Влоцлавське воєводство, а також частини колишніх Торунського та Бидгоського воєводств.

## Історія
Після поразки Наполеона згідно з рішеннями Віденського конгресу у 1815 році західна і північна частина регіону відійшла Пруссії, а східна частина дісталася Російській імперії. На прусській території сформувалося регентство Бидгощ, який охоплював південно-західну частину королівства. У другій половині XIX ст. почала розвиватися комунікації, промисловість та торгівля, що послугувало економічному розвитку в прусській частині.У 1849 році в Бигдощі розташувалася королівська директорія східної залізниці. Завдяки будівництву залізниці Бигдощ був сполучений з Торунню та Іновроцлавом. Більшість міст досягло високого демографічного зростання, наприклад, у 1910 р. в Бидгощі проживало 58 тис. осіб, в Торуні — 46 000, Грудзендзі — 40 000, Влоцлавеці — 36 000 та в Іновроцлаві — 25 000. Різниця в соціально-економічному розвитку територій регіону, розділених німецько-російським кордоном, також поглибилась.
Після Першої світової війни вся територія сучасного воєводства опинилася в межах відродженої польської державності. Південно-західна частина регіону відійшла до провінції Познань, північна частина до Померанії  та східна частина до Варшавської провінції. У 1938 році було розширене Поморське воєводство та частина Куявської області (Бигдощ, Іновроцлав, Вроцлавек). У міжвоєнний період адміністративним центром стала Торунь. У 1939 році населення найбільших міст регіону складало в Бидгощі — 141 тис., в Торуні — 81 тис., у Влоцлавеку — 67 тис., у Грудзендзі — 59 тис. в Іновроцлаві — 40 тис. Під час німецької окупації більша частина земель нинішнього регіону була включена до складу генерального губернаторства — північна частина (Бигдощ, Квідзін) була включена до районів Гданськ-Західна Пруссія, в той час, як південна частина (Іновроцлав) до Вартегау.
Після війни у лютому 1945 р. Поморське воєводство було відновлено, на цей раз зі столицею в Бидгощі. Адміністративна реформа 1975 р. розділила регіон на три невеликі провінції: Бигдощ, Торунь і Влоцлавек.
Під час адміністративних реформ 1998 року регіон було віднесено до Поморського воєводства, але через протести місцевого населення, сейм вирішив відмовитися від таких планів. 1 січня 1999 року було утворено Куявсько-Поморське воєводство було створено у 1999 році з воєводств попереднього адміністративного поділу: Влоцлавського, та частини колишніх Торунського та Бидгоського воєводств.

## Географія

### Розміщення
Куявсько-Поморське воєводство розташоване у північно-центральній Польщі.  Межує:
- на заході з Великопольським воєводством,
- на півдні з Лодзьким воєводством,
- на сході з Мазовецьким та Вармінсько-Мазурським воєводствами,
- на півночі з Поморським воєводством.

## Туризм

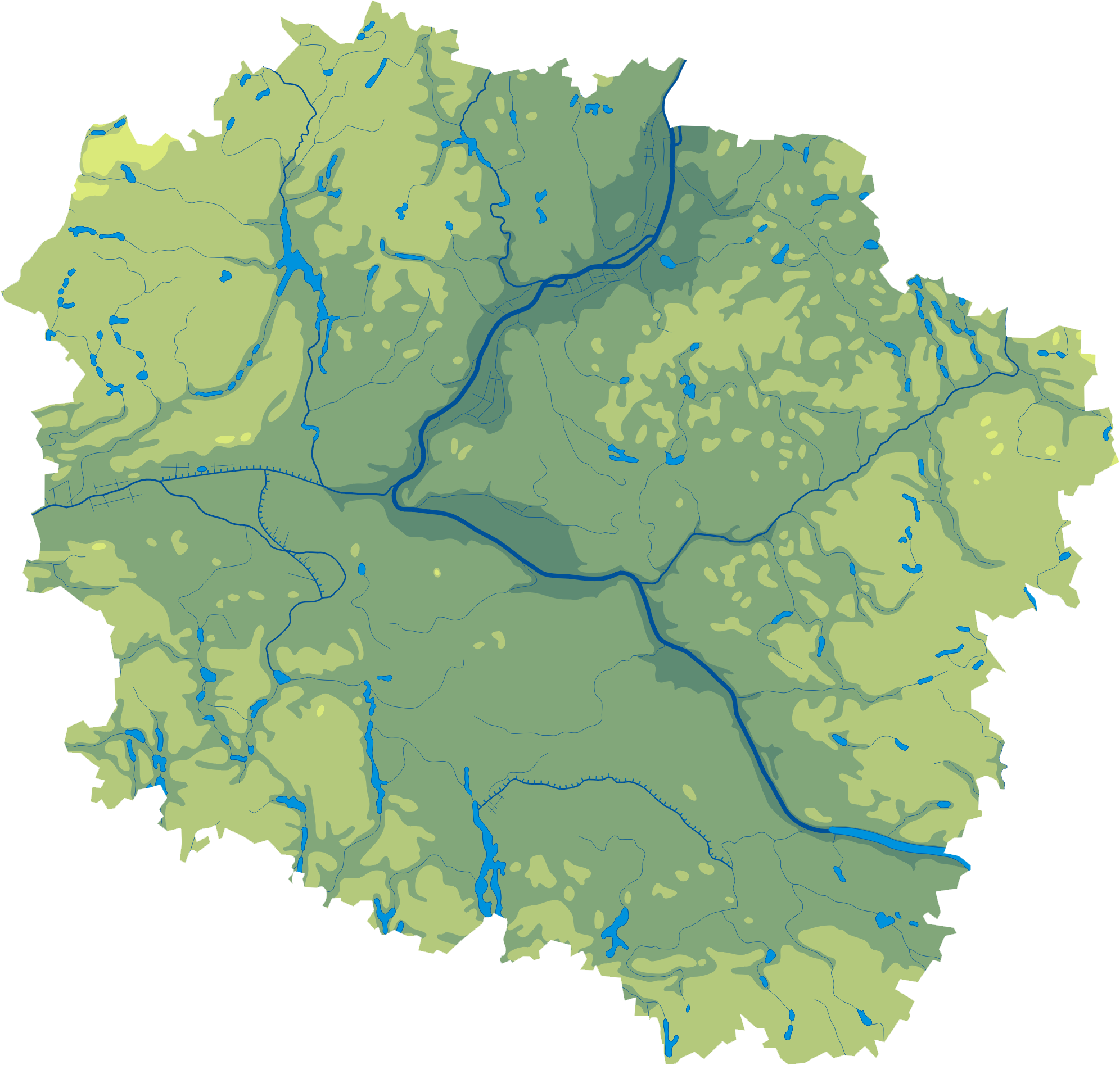
Мапа Куявсько-Поморського воєводства

## Адміністративний поділ

### Міста з населенням від 50 000
| Місто      | Населення (01.12.2006) |
| ---------- | ---------------------- |
| Бидгощ     | 367 054                |
| Торунь     | 206 080                |
| Влоцлавек  | 119 939                |
| Грудзьондз | 99 578                 |
| Іновроцлав | 78 011                 |